# Index de pression systolique
 (décembre 2017).
Si vous disposez d'ouvrages ou d'articles de référence ou si vous connaissez des sites web de qualité traitant du thème abordé ici, merci de compléter l'article en donnant les références utiles à sa vérifiabilité et en les liant à la section « Notes et références ».
Pour les articles homonymes, voir IPS.
L'index de pression systolique (IPS) ou indice tibio-brachial (aussi ITB ou ABI, de l'anglais : Ankle Brachial Index) est le rapport entre la pression artérielle systolique (PAS) mesurée à la cheville et la pression artérielle systolique brachiale. 
Il s'agit d'une technique non invasive utilisée en médecine vasculaire pour le diagnostic de l'artériopathie oblitérante des membres inférieurs et dans le dépistage de cette dernière. L'IPS est également un marqueur du risque de maladies cardiovasculaires.

## Technique
La pression artérielle à la cheville est mesurée avec un tensiomètre manuel et l'aide d'un Doppler ultrasonore pour écouter le flux de l'artère tibiale postérieure ou celui de l'artère dorsale du pied, celle du membre supérieur avec le flux de l'artère humérale. 
Le patient est allongé depuis 5 à 10 minutes, immobile, bras le long du corps. Le brassard est placé à la cheville, son bord inférieur situé à 20 mm au-dessus de la malléole médiale. Il doit être enroulé en gardant ses bords parallèles y compris si la cheville a une morphologie conique. La sonde Doppler est placée en regard de l'artère tibiale postérieure ou de l'artère dorsale du pied, de façon à enregistrer un signal clair. Le brassard est alors gonflé jusqu'à 20 mmHg au-dessus de la pression qui interrompt le flux, puis dégonflé lentement jusqu'à la pression qui laisse réapparaitre le signal. La mesure est réalisée sur les deux artères (tibiale postérieure et dorsale du pied) ; on retient la valeur la plus élevée. La mesure est ensuite réalisée de la même façon sur l'autre membre inférieur. Aux membres supérieurs, la pression doit aussi être enregistrée avec la même méthode Doppler.
L'indice tibio-brachéal est le rapport de la plus haute mesure systolique (tibiale postérieure ou pédieuse) et le bras avec la plus haute mesure (droite ou gauche). les indices droit et gauche doivent être mesurés. Un indice normal est supérieur à 1. Un indice inférieur à 0.9 est évocateur d'une artériopathie oblitérante des membres inférieurs. Entre ces deux valeurs, le test est peu discriminant. Il peut parfois être très élevé, supérieur à 1.4, témoignant d'une incompressibilité des artères des membres inférieurs et l'indice n'a, alors, plus de valeur.
Un indice alternatif consiste au calcul du rapport de la pression systolique la plus basse entre l'artère tibiale postérieure et la pédieuse, et la pression systolique brachiale la plus élevée (droite ou gauche). Cet indice serait encore plus sensible.

## Calcul
Pour chaque jambe :
{\displaystyle IPS_{Cheville}={\frac {PAS_{Cheville}}{PAS_{Bras}}}}
Avec PASCheville la pression systolique de l'artère tibiale postérieure ou de l'artère du dos du pied, et PASBras la pression systolique la plus élevée entre les deux membres supérieurs.

## Objectifs
En prenant comme référence l'échographie Doppler vasculaire, la spécificité est proche de 90 % mais la sensibilité est plus basse, à 70 %. 
Il serait également un marqueur de risque de survenue d'une maladie cardiovasculaire.
Il est plus élevé chez l'afro-américain, même en absence d'artériopathie.

## Résultats
| Valeur d'IPS | Interprétation en tant qu'examen diagnostic                                             | Interprétation en tant que marqueur de risque vasculaire |
| ------------ | --------------------------------------------------------------------------------------- | -------------------------------------------------------- |
| ≤ 0,9        | Diagnostic d'artériopathie oblitérante des membres inférieurs                           | Risque cardiovasculaire augmenté                         |
| 0,91 - 0,99  | Douteux Recourir à un autre examen si le contexte clinique est évocateur                | Risque incertain ; à réévaluer                           |
| 1 - 1,4      | Normal                                                                                  |                                                          |
| > 1,4        | Artères incompressibles Recourir à une mesure de pression d'orteil ou à un autre examen | Risque cardiovasculaire augmenté                         |